# Lake Plattaway
Der Lake Plattaway ist ein See im Osten des australischen Bundesstaates Queensland. 
Der See liegt am Unterlauf des Connors River, kurz vor seiner Mündung in den Isaac River, ca. 20 km östlich von Batheaston. Östlich liegt die Connors Range, in der der Connors River entspringt.
Die Stadt Rockhampton liegt ca. 180 km südöstlich des Sees.